# 蒙菊
蒙菊（学名：Dendranthema mongolicum）是菊科菊属的植物，是中国的特有植物。分布于中国大陆的内蒙古等地，生长于海拔1,500米至2,500米的地区，多生于石质山坡，目前尚未由人工引种栽培。
种加名 mongolicum 意为“蒙古的”。
现为蒙菊Chrysanthemum mongolicum Y.Ling的同模式异名。